# Đua xe
Đua xe hay đua xe có động cơ là thuật ngữ để chỉ nhóm các môn đua thi đấu chủ yếu sử dụng phương tiện di chuyển cơ giới, dù là để đua hay không để đua. Thuật ngữ này cũng có thể dùng để miêu tả các hình thức thi đấu giữa các phương tiện mô tô hai bánh với tên gọi đua mô tô, và cả hình thức đua trên địa hình không bằng phẳng như motocross.
Liên đoàn đua xe ô tô quốc tế (FIA) là cơ quan quản lý các giải đua xe động cơ bốn bánh còn Liên đoàn đua xe mô tô quốc tế (FIM) là cơ quan quản lý các giải đua xe động cơ hai bánh.

## Lịch sử
Vào năm 1894, một tờ báo Pháp tổ chức một cuộc đua từ Paris tới Rouen và ngược lại. Vào năm 1900, Cúp Gordon Bennett được khởi tranh. Việc trường đua khép kín ra đời khiến việc đua ô tô trên các tuyến đường công cộng bị cấm. Brooklands là trường đua đầu tiên dành riêng cho xe cơ giới ở Vương quốc Liên hiệp Anh.
Sau Thế chiến I, các quốc gia châu Âu tổ chức các cuộc đua Grand Prix tại các đường đua khép kín. Tại Hoa Kỳ, đua đường đất dần trở nên phổ biến.
Sau Thế chiến II, vòng đua Grand Prix dần được tổ chức quy củ hơn.
Motorsport sau đó được chia theo loại phương tiện cơ giới thành các nội dung đua khác nhau và các tổ chức tương ứng.

## Đua xe bánh hở

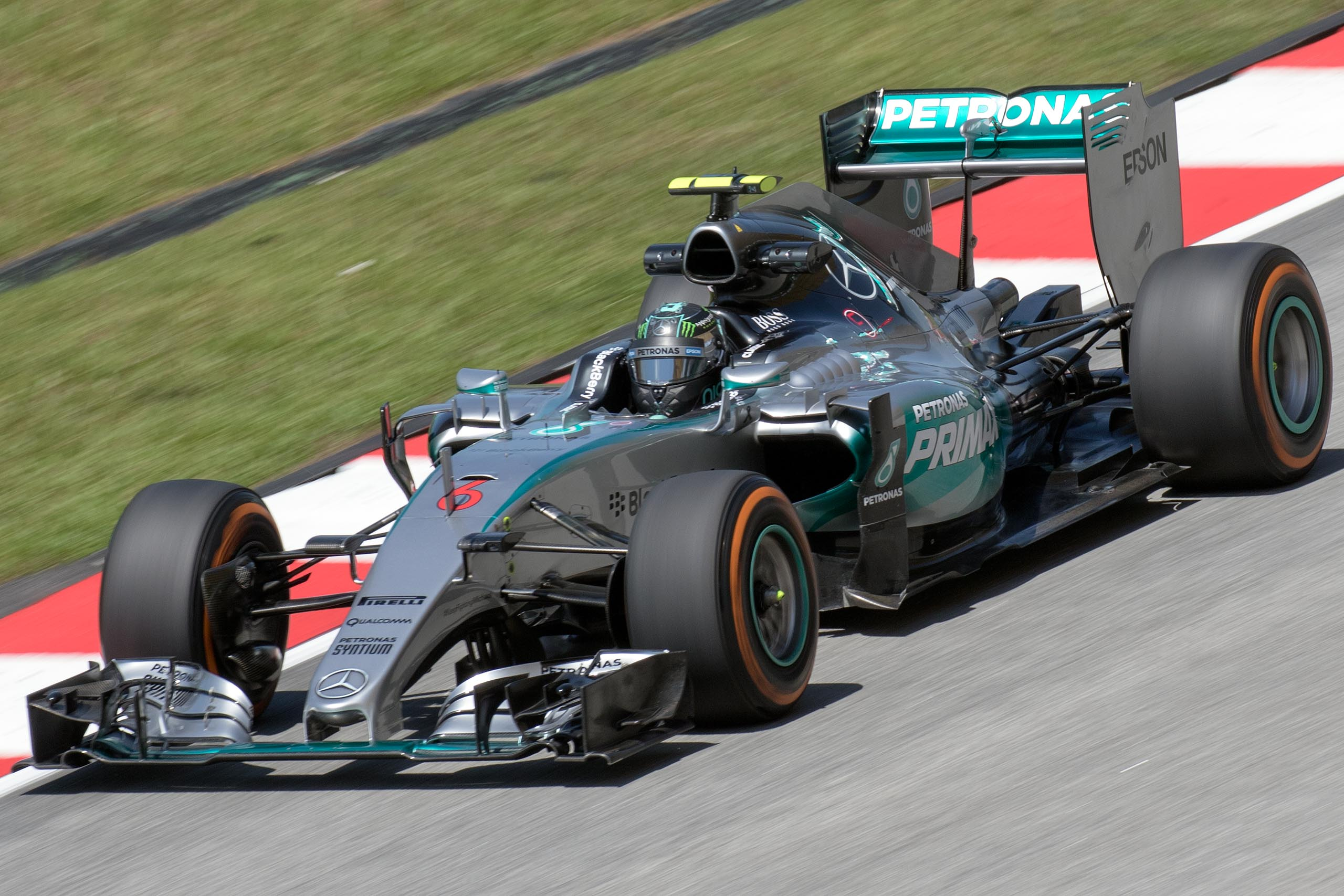
Mercedes F1 W06 Hybrid, chiếc xe chiến thắng Formula One 2015

Đua xe bánh hở là nhóm các lớp xe cơ giới với bánh nằm bên ngoài và không bị bao phủ bởi khung xe. Các lớp xe này đượp xếp vào dòng riêng mang tên 'Formula' - nổi tiếng nhất là Formula One hay Công thức 1, và nhiều loại khác như Formula 3, Formula Ford, Formula Renault và Formula Palmer Audi. Tuy nhiên tại Bắc Mỹ dòng IndyCar mới là dòng đua xe bánh hở đỉnh cao. Nhiều series xe bánh hở ra đời tại châu Âu loại bỏ cái tên 'Formula' như GP2 và GP3. Các dòng 'Formula' cũ có thể kể tới Formula 5000 và Formula Two.

### Công thức 1
Formula One là lớp đua xe vòng khép kín grand prix một chỗ ngồi, được FIA quản lý và điều hành, và được công ty sở hữu tư nhân Formula One Group tổ chức. Công thức (formula) là hệ thống các quy tắc khắt khe nhằm kiểm soát sức mạnh, khối lượng và kích cỡ xe.

### IndyCar Series
Tại Hoa Kỳ, Indy Car là lớp đua xe đường trải nhựa một chỗ, do INDYCAR điều hành. Cuộc đua chính của nó là Indianapolis 500.

## Đua xe bánh kín

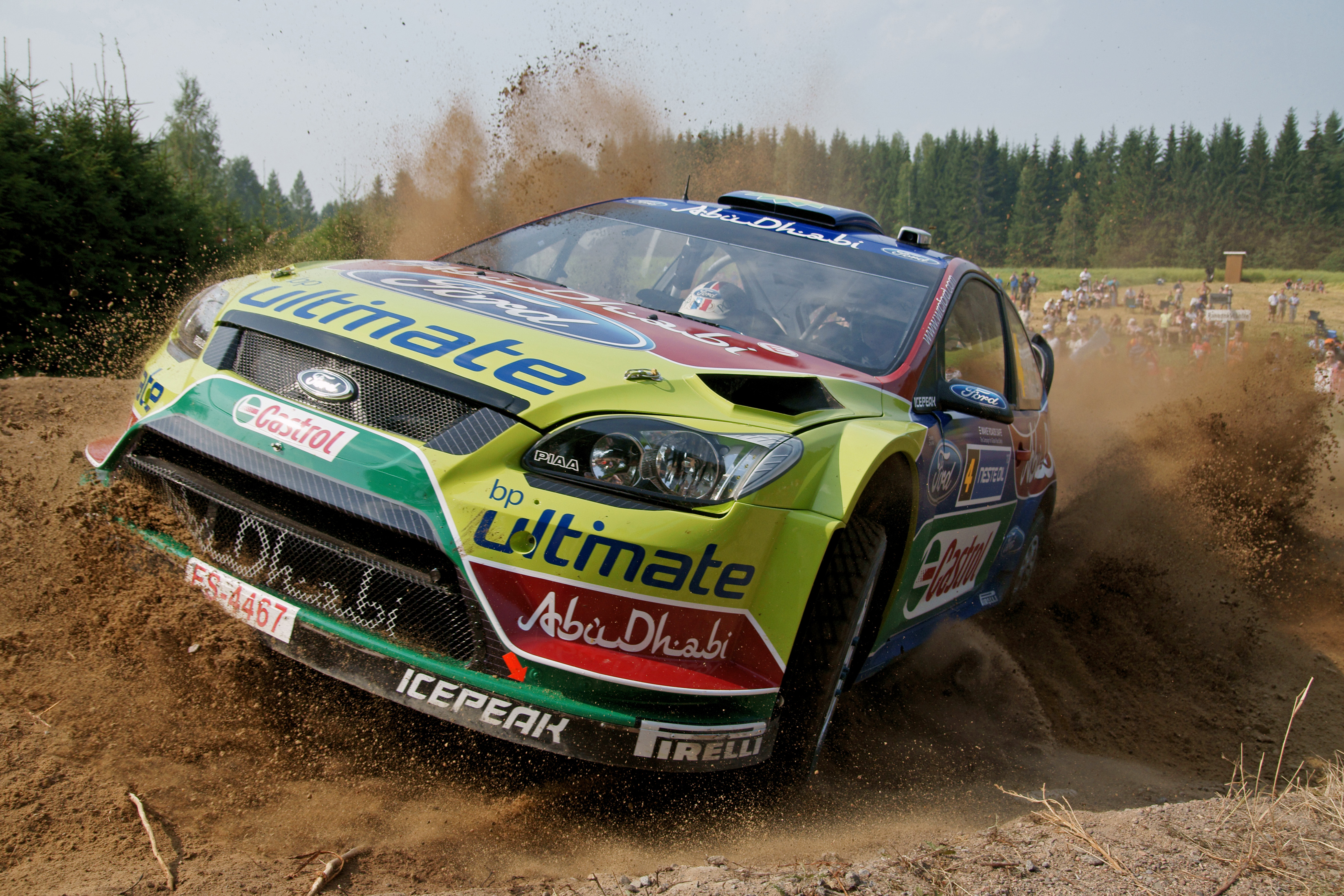
Một chiếc xe đua rally Ford Focus WRC tại Phần Lan Rally 2010.

Đua xe bánh kín là nhóm các lớp xe với phần lớn bánh được bao bọc bởi khung xe tương tự với 'stock car' ở Bắc Mỹ.

### Đua xe thể thao
Đua xe thể thao là nhóm các lớp xe đua thể thao và xe đua chuyên dụng, diễn ra trên đường khép kín. Giải đua danh giá nhất là Le Mans 24 Giờ diễn ra thương niên tại Pháp vào tháng 6. Luật lệ và các thông số kỹ thuật tại Bắc Mỹ có sự khác biệt so với của các cơ quan điều hành quốc tế.

## Đua xe hai bánh
Bao gồm các môn đua xe moto như Motogp, Motocross hay WSB

## Các môn khác
Đua xe có động cơ còn bao gồm các môn đua thuyền trang bị động cơ, đua cano và đua máy bay.